# Разум и чувства (филм)
„Разум и чувства“ (на английски: Sense and Sensibility) е американско-британски драматичен филм от 1995 г. на режисьора Анг Лий. Сценарият, написан от Ема Томпсън, е базиран на едноименния роман на Джейн Остин.

## Актьорски състав
- Ема Томпсън – Елинор Дашууд
- Алън Рикман – полковник Брандън
- Кейт Уинслет – Мариан Дашууд
- Хю Грант – Едуард Ферърс
- Джема Джоунс – г-жа Дашууд
- Елизабет Спригс – г-жа Дженингс
- Грег Уайз – Джон Уилъби
- Имелда Стонтън – Шарлот Палмър
- Хариет Уолтър – Фани Дашууд
- Робърт Харди – Джон Мидълтън
- Хю Лори – Томас Палмър
- Том Уилкинсън – Хенри Дашууд

## Награди и номинации
| Категория                           | Номиниран(и)              | Резултат                |
| Оскар (25 март 1996 г.)             | Оскар (25 март 1996 г.)   | Оскар (25 март 1996 г.) |
| ----------------------------------- | ------------------------- | ----------------------- |
| Най-добър адаптиран сценарий        | Ема Томпсън               | награда                 |
| Най-добър филм                      | Най-добър филм            | номинация               |
| Най-добри костюми                   | Най-добри костюми         | номинация               |
| Най-добра кинематография            | Майкъл Коултър            | номинация               |
| Най-добра филмова музика            | Патрик Дойл               | номинация               |
| Най-добра женска роля               | Ема Томпсън               | номинация               |
| Най-добра поддържаща женска роля    | Кейт Уинслет              | номинация               |
| Награда на БАФТА (23 април 1996 г.) |                           |                         |
| Най-добър филм                      | Най-добър филм            | награда                 |
| Най-добра актриса в главна роля     | Ема Томпсън               | награда                 |
| Най-добра актриса в поддържаща роля | Кейт Уинслет              | награда                 |
| Най-добри декори                    | Най-добри декори          | номинация               |
| Най-добри костюми                   | Най-добри костюми         | номинация               |
| Най-добър грим и прически           | Най-добър грим и прически | номинация               |
| Най-добра режисура                  | Анг Лий                   | номинация               |
| Най-добър адаптиран сценарий        | Ема Томпсън               | номинация               |
| Най-добра кинематография            | Майкъл Коултър            | номинация               |
| Най-добра филмова музика            | Патрик Дойл               | номинация               |
| Най-добър актьор в поддържаща роля  | Алън Рикман               | номинация               |
| Най-добра актриса в поддържаща роля | Елизабет Спригс           | номинация               |
| Златен глобус (21 януари 1996 г.)   |                           |                         |
| Най-добър филм – драма              | Най-добър филм – драма    | награда                 |
| Най-добър сценарий                  | Ема Томпсън               | награда                 |
| Най-добър режисьор                  | Анг Лий                   | номинация               |
| Най-добра филмова музика            | Патрик Дойл               | номинация               |
| Най-добра актриса в драматичен филм | Ема Томпсън               | номинация               |
| Най-добра актриса в поддържаща роля | Кейт Уинслет              | номинация               |

## Български дублажи
| Озвучаващи артисти | Даниела Йорданова Васил Бинев |

| Озвучаващи артисти  | Даниела Йорданова Христина Ибришимова Ани Василева Силви Стоицов Здравко Методиев Георги Георгиев-Гого |
| Преводач            | Ирина Ценкова                                                                                          |
| Тонрежисьор         | Димитър Кукушев                                                                                        |
| Режисьор на дублажа | Димитър Кръстев                                                                                        |